# Pie-grièche migratrice
Lanius ludovicianus
Pour les articles homonymes, voir Pie-grièche et Ludovicianus.
Espèce
Répartition géographique
- zone de nidification
- présence l'année
- aire d'hivernage

Statut de conservation UICN

 NT  : Quasi menacé
La Pie-grièche migratrice (Lanius ludovicianus) est une espèce de passereaux aux mœurs alimentaires prédatrices, appartenant à la famille des Laniidae.

## Description morphologique
Cet oiseau de 20 à 25 cm de long est gris sur les parties supérieures et blanc sur les parties inférieures, avec un masque noir s'étendant du bec à la région auriculaire. Le bec, assez fort, est crochu. De petites taches blanches parsèment la partie du dos proche des ailes, ainsi que la croupe. Les ailes sont brun sombre, de même que la queue.
Les juvéniles sont marronâtres, avec des rayures sur le dessous du corps.

## Comportement

### Alimentation
Cette pie-grièche se nourrit essentiellement d'insectes et araignées d'assez grande taille, comme des sauterelles. Lorsque ces derniers se font rares, elle est capable de s'attaquer à des lézards, oisillons ou à de petits rongeurs pesant jusqu'à 40% de leur propre poids. La proie est alors attrapée par le cou et vigoureusement secouée ce qui provoque un mouvement ondulatoire de la moelle épinière qui semble généralement assez endommagée pour paralyser l'animal. Comme le font toutes les pies-grièches, la nourriture excédentaire est empalée sur des épines de végétal ou de fil barbelé, en attente d'être consommée.

### Comportement social
Les vocalisations peuvent être des bziii bziiii grondeurs, ou des chants qui répète des séries de phrases musicales couplées, telles que kwidl kwidl.

## Répartition et habitat
Cet oiseau vit dans les savanes, déserts et milieux dégagés possédant suffisamment de perchoirs élevés pour observer les environs. Il affectionne particulièrement les taillis ou la végétation de bord de route.
On peut le rencontrer du sud du Canada (au sud de la forêt de résineux) jusqu'au Mexique.

## Sous-espèces
Selon la classification de référence du Congrès ornithologique international (14.2, 2024) :
- L. l. excubitorides Swainson, 1832 — Grandes Plaines et ouest des États-Unis
- L. l. migrans Palmer, 1898 — est nord-américain
- L. l. ludovicianus Linné, 1766 — litoral du sud-est des États-Unis
- L. l. anthonyi Mearns, 1898 — Channel Islands de Californie
- L. l. mearnsi Ridgway, 1903 — île San Clemente
- L. l. grinnelli Oberholser, 1919 —  extrême sud de la Californie et nord de la péninsule de Basse-Californie
- L. l. mexicanus Brehm, 1854 — centre/ouest du Mexique et sud de la péninsule de Basse-Californie